# Карапетян, Саак Альбертович
Саак Альбертович Карапетян (28 марта 1960 — 3 октября 2018, деревня Вонышево Солигаличского района Костромской области, Россия) — советский и российский чиновник. Государственный советник юстиции 1-го класса. С 2006 по 2016 год — начальник Главного управления международно-правового сотрудничества Генеральной прокуратуры РФ. Заместитель Генерального прокурора Российской Федерации (2016—2018). Заслуженный юрист Российской Федерации (1997).

## Биография
Саак Альбертович Карапетян родился 28 марта 1960 года на армянском хуторе Советский, Балко-Грузское сельское поселение, Егорлыкский район, Ростовская область.
В 1983—1996 годах находился на различных должностях прокуратуры Ростовской области: начинал стажёром, дослужился до начальника отдела по надзору за расследованием особо важных дел и оперативно-разыскной деятельностью.
В 1996—2000 годах — депутат Госдумы от партии «Яблоко», заместитель председателя комитета по безопасности. За время работы в Госдуме Саак Карапетян активно участвовал в разработке новых законодательных актов, поправок, а также выступал с собственными законодательными инициативами. Помимо конструктивных поправок, вносимых в различные законодательные акты: Закон "Об адвокатуре", Закон "Об ответственности за легализацию доходов, добытых неправомерным путем" и другие, результатом его активной деятельности стало принятие Федерального Закона "О внутренних войсках МВД РФ", Федерального закона "О внесении изменений и дополнений в Закон "О милиции". Также принимал участие в разработке закона «Об адвокатуре».
В 2000 году — старший помощник Генерального прокурора РФ, полномочный представитель Генеральной прокуратуры РФ в Федеральном собрании.
В 2000—2003 годах — старший помощник генерального прокурора РФ (на правах начальника управления) — полномочный представитель генерального прокурора РФ в Федеральном Собрании.
В 2004 году — начальник департамента законопроектной деятельности министерства юстиции РФ.
В 2004—2006 годах — начальник департамента международного права и сотрудничества министерства юстиции РФ.
В 2006—2016 годах — начальник Главного управления международно-правового сотрудничества Генеральной прокуратуры РФ.
14 декабря 2016 года назначен Советом Федерации на должность заместителя Генерального прокурора РФ — вместо ушедшего на пенсию Александра Звягинцева.
Вместе со своим тестем Владимиром Казаряном спонсировал строительство храма Сурб-Арутюн в Ростове-на-Дону, который был построен в 2011 году в память о погибшем сыне.
На посту заместителя генерального прокурора курировал дело Скрипалей. При этом генпрокуратура предложила не связывать гибель Карапетяна с ним.
В 2014 году организовывал для федерального прокурора Швейцарии Михаэля Лаубера поездки на Волгу и охоту на медведя на Камчатке.

### Гибель
3 октября 2018 года неподалеку от деревни Вонышево Солигаличского района Костромской области упал частный вертолет AS-350 с бортовым номером RA-07272. Среди погибших в результате крушения был и Карапетян.